# Salvador Silva
José Salvador Silva Amezcua (Guadalajara Jalisco, México, 16 de junio de 1981) es un futbolista mexicano que juega en la posición de defensa. Actualmente está en el Cafetaleros de Tapachula.

## Trayectoria
Su carrera deportiva la comienza en el Clausura 2003 con el Club Celaya de la Primera División A mexicana categoría por la que ha estado la mayor parte de su trayectoria para el Clausura 2005 fue transferido al Lagartos de Tabasco para tener más actividad y minutos de juego participando con el equipo en 25 partidos 17 como titular marcando siete goles.
Fue adquirido por Veracruz y fue mandado al filial de la división de ascenso el Coatzacoalcos, hasa que llegó su oportunidad de debutar en Primera División mexicana en el Apertura 2007 aunque jugó muy poco ya que apareció solamente en cinco encuentros sin embargo en la mayoría los disputó completos.
Sufre el descenso con el club y está en algunos torneos más con el club en la categoría y para el Bicentenario 2010 el Correcaminos de la UAT compra su carta y logró obtener un hueco en el equipo titular estando en 154 partidos incluidos los del torneo de Copa MX marcando 16 anotaciones todas ellas en liga y se convirtió en estandarte y símbolo del equipo.
Después de estar por cuatro años con correcaminos se fue a préstamo por seis meses con el recién llegado a la división el Club Zacatepec en dicho club estuvo en 13 juegos y marcó en cinco ocasiones.

Para el Apertura 2014 el Altamira FC se hace de sus servicios hasta el momento ha jugado 13 encuentros con un gol a su favor.

## Clubes
| Club                     | País   | Año         | Partidos | Goles |
| ------------------------ | ------ | ----------- | -------- | ----- |
| Club Celaya              | México | 2003 - 2004 | 1        | 0     |
| Lagartos de Tabasco      | México | 2004 - 2005 | 25       | 7     |
| Coatzacoalcos            | México | 2006 - 2007 | 59       | 5     |
| Veracruz                 | México | 2007 - 2009 | 23       | 2     |
| Correcaminos de la UAT   | México | 2010 - 2013 | 154      | 16    |
| Club Zacatepec           | México | 2014        | 13       | 4     |
| Altamira Fútbol Club     | México | 2014 - 2015 | 13       | 1     |
| Cafetaleros de Tapachula | México | 2015        |          |       |

## Estadísticas

### Resumen estadístico
| Competencia                | Partidos | Goles |
| -------------------------- | -------- | ----- |
| Primera División de México | 5        | 0     |
| Liga de Ascenso de México  | 270      | 35    |
| Copa México                | 9        | 0     |
| Total                      | 284      | 0     |

## Títulos

### Campeonatos nacionales
| Título                    | Club                   | País   | Año           |
| ------------------------- | ---------------------- | ------ | ------------- |
| Liga de Ascenso de México | Correcaminos de la UAT | México | Apertura 2011 |